# Franz Fischer
Franz Fischer (Múnic, 1849 - 1918) fou un director d'orquestra i violoncel·lista alemany.
Fou deixeble d'Hipòlit Muller i el 1870 entrà com a concertino en l'orquestra del teatre Nacional de Budapest, que dirigia Hans Richter figurant després en les de Múnic i Bayreuth, teatre en el qual fou mestre de cors el 1876.
Més tard fou director d'orquestra a Mannheim i en altres teatres, especialitzant-se en la música wagneriana. Fou un dels primers directors d'orquestra alemanys que visitaren Espanya, i el 1901 dirigí una sèrie de representacions wagnerianes en el Gran Teatre del Liceu de Barcelona.